# Federico Patellani

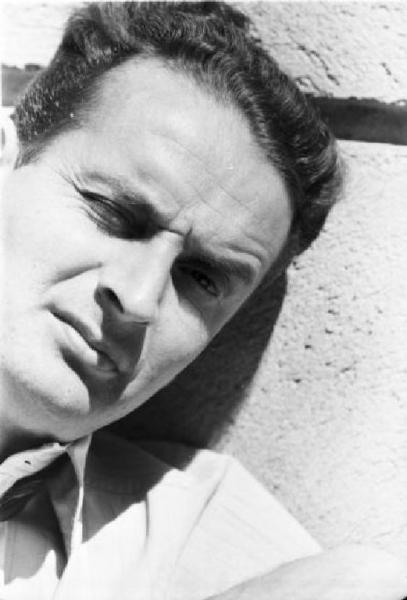
Federico Patellani

Federico Patellani (* 1. Dezember 1911 in Monza; † 10. Februar 1977 in Mailand) war ein italienischer Fotograf.

## Leben
Patellani schloss in Rechtswissenschaften ab und interessierte sich für Literatur und Malerei, wurde während seiner Militärzeit 1935 in Afrika eingesetzt und veröffentlichte erste Bilder von dieser Reise in der Zeitschrift „L'Ambrosiano“. 1939 begann eine langjährige Zusammenarbeit mit Il Tempo; im selben Jahr koproduzierte Patellani Mario Soldatis Film Piccolo mondo antico. 1940/1941 erregten seine Kriegsfotografien aus Jugoslawien und Russland Aufsehen, zwei Jahre später die Bilder des zerbombten Mailand.
Nach zweieinhalb Jahren Kriegsgefangenschaft in der Schweiz und einem halben Jahr beim „Corriere Lombardo“ kehrte er zu Tempo zurück; seine Bilder aus dem Nachkriegsitalien, der wieder erblühenden Industrie, von den Miss-Italia-Wahlen, den sozialen Zuständen des Südens erschienen nun auch in „Epoca“ und „Oggi“. 1952 gründete er die Firma „Pat Photo Pictures“ und arbeitete nun freischaffend. Eine neue Fotoserie über den italienischen Süden wurde ein großer Erfolg. 1953 engagierte ihn Alberto Lattuada als Regieassistent für seinen La lupa; in der Türkei und Griechenland arbeitete Patellani erstmals dokumentarisch für das Fernsehen. Er drehte als Ko-Regisseur neben Aldo Buzzi den mit Laiendarstellern und dokumentarischen Stilmitteln gedrehten Spielfilm über die Maya-Kultur America pagana, der im September 1956 die Zensur passierte. Drei Jahre später legte er Bilder einer Afrikareise von Belgisch-Kongo nach Kenia vor. Bis zu seiner letzten Reise 1976 nach Ceylon erschienen seine Fotos in zahlreichen Periodika.

## Filmografie
- 1956: America pagana